# Светско првенство у кошарци за жене 1967.
5. Светско првенство за кошаркашице је одржано од 14. до 22. априла 1967. године у Чехословачкој. Четири града су били домаћини: Праг, Брно, Братислава и Јаблонец.
 На првенству је трбало да учествује 12 екипа, али је Куба отказала учешће, па је учествовало 11 екипа. У првом кругу екипе су подељене у 2 четворочлане и 1 трочлану групу. Прве две екипе из сваке групе су се пласирале у финалну групу, док су трећеплласирани и четворопласирани такмичење наставили у групи од 7.-11. места. Светске првакиње су постале кошаркашице Совјетског Савеза.

## Учесници
| Америка          | Европа          | Азија        | Океанија   |
| ---------------- | --------------- | ------------ | ---------- |
| Сједињене Државе | Совјетски Савез | Јужна Кореја | Аустралија |
| Бразил           | Чехословачка    | Јапан        |            |
|                  | Бугарска        |              |            |
|                  | Југославија     |              |            |
|                  | Немачка         |              |            |
|                  | Италија         |              |            |

## Први круг

### Група A -Брно
15. април 1967 
 Сједињене Државе -  Аустралија 42:38 (21:15)
 Совјетски Савез -  Југославија 83:48 (35:34)
16. април 1967 
 Југославија -  Аустралија 63:58 (27:32) 
 Совјетски Савез -  Сједињене Државе 71:37 (32:15) 
17. април 1967 
 Совјетски Савез -  Аустралија 75:37 (37:13)
 Југославија -  Сједињене Државе 58:43 (29:14)
|   | Екипа            | О | П | И | ДК  | ПК  | Б |
| - | ---------------- | - | - | - | --- | --- | - |
| 1 | Совјетски Савез  | 3 | 3 | 0 | 229 | 122 | 6 |
| 2 | Југославија      | 3 | 2 | 1 | 169 | 184 | 5 |
| 3 | Сједињене Државе | 3 | 1 | 2 | 122 | 167 | 4 |
| 4 | Аустралија       | 3 | 0 | 3 | 133 | 180 | 3 |

### Група Б -Братислава
15. април 1967
 Јужна Кореја -  Италија 76:56 (38:19) 
16. април 1967
 Чехословачка -  Италија 41:39 (13:17)
16. април 1967
 Јужна Кореја -  Чехословачка 67:66 (34:34)
|   | Екипа        | О | П | И | ДК  | ПК  | Б |
| - | ------------ | - | - | - | --- | --- | - |
| 1 | Јужна Кореја | 2 | 2 | 0 | 143 | 122 | 4 |
| 2 | Чехословачка | 2 | 1 | 1 | 107 | 106 | 3 |
| 3 | Италија      | 2 | 0 | 2 | 95  | 117 | 2 |

### Група Ц -Јаблонец
15. април 1967
 Јапан -  Бразил 67:63 (39:23) 
 Западна Немачка -  Бугарска 62:58 (19:30) 
16. април 1967
 Западна Немачка -  Јапан 39:35 (19:18) 
 Бугарска -  Бразил 65:56 (24:25) 
17. април 1967
 Јапан -  Бугарска 54:44 (28:26) 
 Западна Немачка -  Бразил 60:59 (30:27)
|   | Екипа           | О | П | И | ДК  | ПК  | Б |
| - | --------------- | - | - | - | --- | --- | - |
| 1 | Западна Немачка | 3 | 3 | 0 | 161 | 152 | 6 |
| 2 | Јапан           | 3 | 2 | 1 | 156 | 146 | 5 |
| 3 | Бугарска        | 3 | 1 | 2 | 167 | 172 | 4 |
| 4 | Бразил          | 3 | 0 | 3 | 178 | 192 | 3 |

## Други круг

### 7.-11. -Праг
19. април 1967
 Бугарска -  Италија 63:31 (31:12)
 Бразил -  Сједињене Државе 56:44 (27:22)
20. април 1967
 Бразил -  Италија 60:50 (32:23)
 Бугарска -  Аустралија 67:52 (28:18) 
21. април 1967
 Италија -  Сједињене Државе 56:45 (20:20) 
 Бразил -  Аустралија 74:58 (37:30) 
22. април 1967
 Аустралија -  Италија 56:51 (20:16)
 Бугарска -  Сједињене Државе 68:40 (34:21)
|    | Екипа            | О | П | И | ДК  | ПК  | Б |
| -- | ---------------- | - | - | - | --- | --- | - |
| 7  | Бугарска         | 4 | 4 | 0 | 263 | 179 | 8 |
| 8  | Бразил           | 4 | 3 | 1 | 246 | 217 | 7 |
| 9  | Аустралија       | 4 | 1 | 3 | 188 | 224 | 5 |
| 10 | Италија          | 4 | 1 | 3 | 204 | 234 | 5 |
| 11 | Сједињене Државе | 4 | 1 | 3 | 171 | 218 | 5 |

### Финална група -Праг
19. април 1967
 Јужна Кореја -  Западна Немачка 64:59 (33:28) 
 Чехословачка -  Југославија 69:35 (33:12)
 Совјетски Савез -  Јапан 57:42 (21:23)
20. април 1967
 Западна Немачка -  Југославија 58:51 (29:21)
 Совјетски Савез -  Чехословачка 62:52 (22:20) 
 Јужна Кореја  -  Јапан  81:60 (29:24)
21. април 1967
 Јапан -  Југославија 68:64 (32:37) 
 Чехословачка -  Западна Немачка 60:54 (28:23) 
 Совјетски Савез -  Јужна Кореја 83:50 (35:21) 
22. април 1967
 Јужна Кореја -  Југославија 78:71 (40:42) 
 Совјетски Савез -  Западна Немачка 86:67 (44:38) 
 Чехословачка  -  Јапан 68:45 (30:19)
|   | Екипа           | О | П | И | ДК  | ПК  | Б  |
| - | --------------- | - | - | - | --- | --- | -- |
| 1 | Совјетски Савез | 5 | 5 | 0 | 371 | 259 | 10 |
| 2 | Јужна Кореја    | 5 | 4 | 1 | 340 | 339 | 9  |
| 3 | Чехословачка    | 5 | 3 | 2 | 315 | 263 | 8  |
| 4 | Западна Немачка | 5 | 2 | 3 | 277 | 296 | 7  |
| 5 | Јапан           | 5 | 1 | 4 | 250 | 309 | 6  |
| 6 | Југославија     | 5 | 0 | 5 | 269 | 356 | 5  |

| 2° место Јужна Кореја | Победник 5. Светског првенства у кошарци за жене Совјетски Савез 3° титула | 3° место Чехословачка |

## Коначан пласман
| Место | Репрезентација   |
| ----- | ---------------- |
| 1     | Совјетски Савез  |
| 2     | Јужна Кореја     |
| 3     | Чехословачка     |
| 4     | Западна Немачка  |
| 5     | Јапан            |
| 6     | Југославија      |
| 7     | Бугарска         |
| 8     | Бразил           |
| 9     | Италија          |
| 10    | Аустралија       |
| 11    | Сједињене Државе |

## Састави тимова
1.  Совјетски Савез
| - Feodora Orelová - Inessa Pivovarovová - Ludmila Bazarevičová - Nelli Fominychová | - Nina Antipinaová - Nina Poznaňská - Raisa Michajlovová - Ravilja Prokopenková | - Serafima Jeremkinaová - Skajdrita Smildzinaová - Sylvija Krodererová - Tamara Sliděnkovová |

- Тренер: Lydija Alexejevová

2.  Јужна Кореја
| - Chu-Ja Kim - Hae-Sook Lee - Hang-Dae Shin - Hi-Ning Ju | - Hyun-Ae Chae - Kyung-Ja Suh - Myung-Ja Kim - Shin-Ja Park | - So-Hee Lee - Soon-Wha Im - Yeong-He Lee - Young-Yim Kim |

- Тренер: Ri-Chin Chang.

3.  Чехословачка
| - Dana Rumlerová - Helena Zvolenská - Eva Mikulášková - Helena Jošková | - Ivana Mrázková - Marie Soukupová - Marta Melicharová - Milena Jindrová | - Olga Kyzlinková - Pavla Holková - Sylva Richterová - Věra Stecherová |

- Тренер: Miroslav Kříž

4.  Западна Немачка
| - Barbara Kühn - Brigitte Brünning - Gabrile Schaal - Gerda Thieme | - Hannelore Venzke - Heidrun Fleischer - Helga Zimmermann - Irene Krause | - Jutta Schmidt - Regina Bartholomaus - Regina Schönfeld - Rita Wandrey |

- Тренер: Dietrich Laabs.

5.  Јапан
| - Aragaki Takeko - Cokawa Setsuko - Emori Yoshiko - Hayashi Sane | - Hori Hitoe - Kakutani Ikuko - Maeda Yoko - Shimozono Yoko | - Sutoo Michyo - Yanagi Tomiko - Yokoyama Asako |

- Тренер: Ozaki Masatoshi.

6.  СФР Југославија
| - Анкица Башић - Драгослава Герић - Јасна Селимовић - Јелица Каленић | - Каћуша Буљан - Марија Богићевић - Марија Вегер-Демсар - Милица Радовановић | - Мирјана Бремец - Олга Ђоковић - Славенка Ћурчић - Споменка Милојевић |

- Тренер: Владимир Демсар.

7.  Бугатска
| - Anna Peneková - Jarmila Popová - Jordanka Placková - Kristina Gjisevová | - Nica Borisová - Penka Stojanová - Světla Nestorová - Todorka Dudevová | - Vana Vojnovová - Veselinka Maniková - Veselka Ilovová - Violeta Novkovová |

- Тренер: Ivan Todorov.

8.  Бразил
| - Angelina Bizzarro - Delcy Marques - Jacy Azevedo - Laís Elena Aranha | - Maria Helena Campos "Heleninha" - Maria Helena Cardoso - Marlene Bento - Nadir Bazzani | - Neusa Camargo - Nilza Garcia - Norma Pinto "Norminha" - Rita de Cássia Oliveira "Ritinha" |

- Тренер: Ary Ventura Vidal.

9.  Италија
| - Ana Maria Del Mestre - Gianna Ghirri - Lucia Toriser - Luigina Agostinelli | - Maria Amadea Pelle - Marisa Geroni Marisa - Gentilin Nicoletta Persi - Nidia Pausich | - Silvana Grisotto - Teresia Cirio - Vivianna Corsini |

- Тренер: Giancarlo Primo.

10.  Аустралија
| - Carole Waters - Dutchie Cooke - Elisabeth Elliot - Fran Hammond | - Jean Bain - Jean Forster - Jean Wilson - Mauren Reilly | - Pat Rowe - Teresa Delany - Rayleen Lynch - Vickie Ticehurst |

- Тренер: Tony Gaze.

11.  САД
| - Ann Matlock - Barbara Sipes - Carole Aspedon - Carolyn Miller | - Cathy Benedetto - Dixie Woodall - Lois Finley - Lola Ham | - Lori Lindahl - Norma Rowland - Rebecca Loveday - Rita Horky |

- Тренер: Alberta Lee Cox.